# 中尾哲雄
中尾 哲雄（なかお てつお、1936年4月2日 - ）は、日本の実業家。インテック社長、インテックグループCEO、カターレ富山代表取締役社長、ITホールディングス会長を歴任。

## 人物・来歴
富山県魚津市出身。高校3年のときに結核にかかり、大学進学を志して上京するも喀血して帰郷せざるを得なかった。富山大学経済学部卒業後、証券会社に入り、不二越の創業者井村荒喜の紹介で富山商工会議所に入所。課長時代に、金岡幸二のコンピュータ会社創立に加わり、地元企業への根回しを担当する。金岡急逝後、インテックの社長に就任。
アイザック最高顧問、北国インテックサービス相談役、マイテック相談役、富山経済同友会特別顧問のほか、社団法人テレコムサービス協会会長、富山県とやま起業未来塾塾長、富山県公安委員会委員長を歴任。明治の日推進協議会会長代行。魚津市名誉市民。富山市名誉市民。富山大学名誉博士。
2008年（平成20年）11月旭日中綬章受章。

## 経歴
- 1936年（昭和11年）4月2日生
- 1955年（昭和30年）3月 - 富山県立魚津高等学校卒業
- 1960年（昭和35年）3月 - 富山大学経済学部卒業
- 1960年（昭和35年）4月 - 日興證券株式会社（現SMBC日興証券株式会社）入社
- 1965年（昭和40年）4月 - 富山商工会議所入所
- 1973年（昭和48年）8月 - 株式会社インテック入社
- 1976年（昭和51年）4月 - 同社理事経理部長兼経営管理部長
- 1978年（昭和53年）6月 - 同社取締役経理部長兼経営管理部長
- 1984年（昭和59年）5月 - 同社常務取締役経理部、経営管理部、営業企画室担当
- 1990年（平成2年）6月 - 同社代表取締役専務経営管理部、東地区本部担当財務部長
- 1993年（平成5年）8月 - 同社代表取締役社長
- 2002年（平成14年）6月 - 同社代表取締役社長グループ最高経営責任者
- 2005年（平成17年）4月 - 同社代表取締役会長インテックグループCEO（最高経営責任者）（現任）
- 2006年（平成18年）10月 - 株式会社インテックホールディングス（以下インテックHD）代表取締役会長兼社長最高経営責任者
- 2007年（平成19年）11月 - 株式会社カターレ富山代表取締役社長（球団代表）
- 2008年（平成20年）4月 - インテックHD代表取締役会長
- 2008年（平成20年）4月 - TIS株式会社とインテックHDが共同持ち株会社「ITホールディングス株式会社」を設立し経営統合
- 2008年（平成20年）4月 - ITホールディングス株式会社代表取締役会長
- 2009年（平成21年）4月 - 株式会社カターレ富山代表取締役会長（球団代表）
- 2009年（平成21年）4月 - 株式会社インテック代表取締役会長
- 2012年（平成24年）6月 - ITホールディングス株式会社取締役
- 2012年（平成24年）6月 - 株式会社インテック代表取締役最高経営責任者
- 2013年（平成25年）6月 - 株式会社インテック最高顧問
- 2015年（平成25年）3月 - 株式会社インテック最高顧問退任
- 2018年（平成30年）4月 - この年に開校した魚津市立よつば小学校の作詞を手掛ける[7]